# Calamus radicalis
Calamus radicalis är en enhjärtbladig växtart som beskrevs av Hermann Wendland och Carl Georg Oscar Drude. Calamus radicalis ingår i släktet Calamus och familjen Arecaceae. Inga underarter finns listade i Catalogue of Life.